# میکل ریگارد
میکل ریگارد (انگلیسی: Mikkel Rygaard؛ زادهٔ ۲۵ دسامبر ۱۹۹۰) بازیکن فوتبال اهل قلمروی دانمارک است که در حال حاضر برای هکن در پست هافبک بازی می‌کند.

## دوران باشگاهی
از باشگاه‌هایی که ریگارد در آن‌ها بازی کرده است می‌توان به چارلتون اتلتیک، کویه، نستود، لانگبی، نورشلان، ووچ و هکن اشاره کرد.

## دوران ملی
وی همچنین در تیم‌های ملی فوتبال زیر ۱۷ سال، زیر ۱۹ سال و زیر ۲۱ سال دانمارک بازی کرده است.